# Steinberg und Havlicek

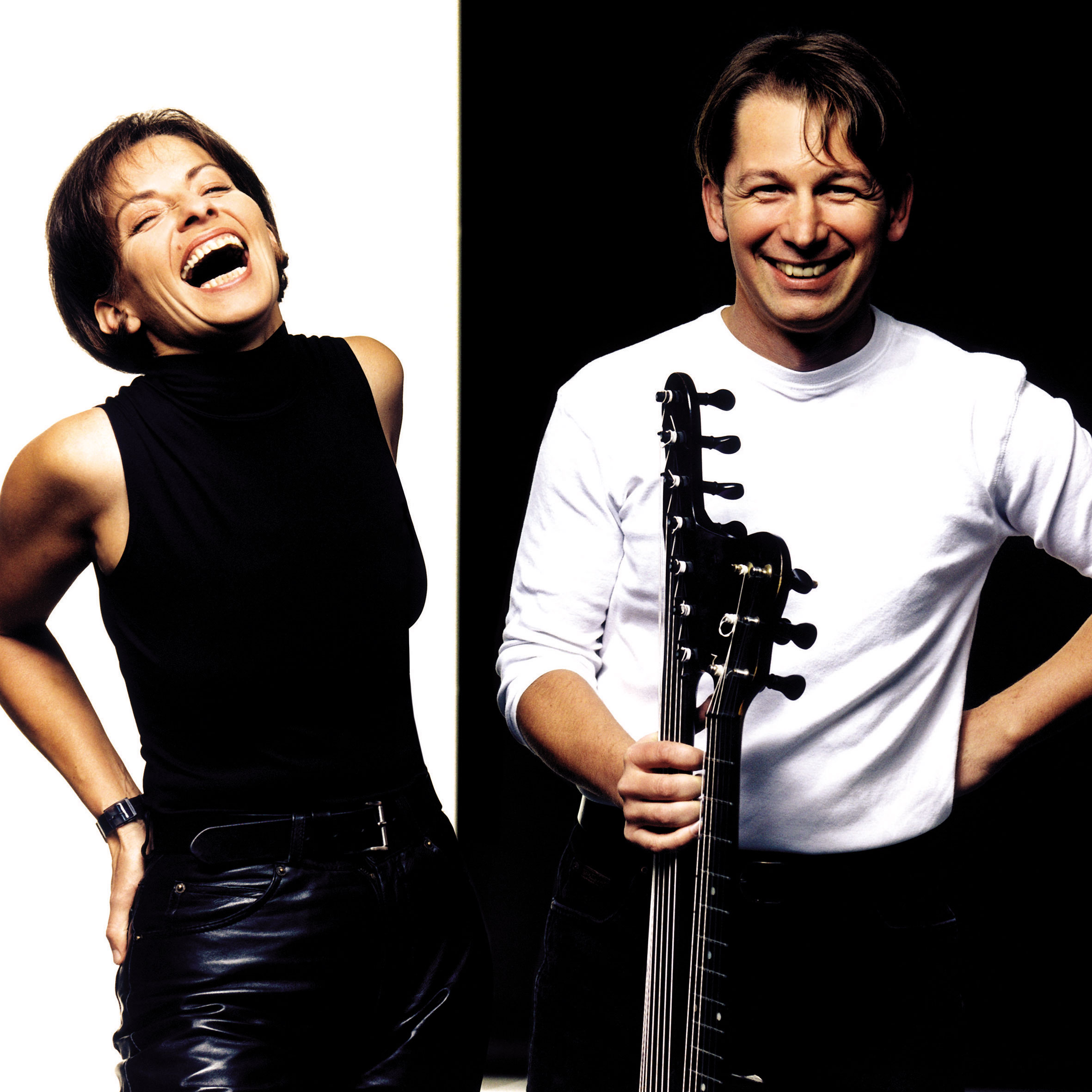
Steinberg und Havlicek (2013)

Steinberg und Havlicek sind ein Wienerliedduo der neuen Wiener Volksmusik.
Das Duo wurde 1988 von der steirischen Sängerin Traude Holzer und dem Wiener Kontragitarristen und Sänger Peter Havlicek gegründet. Nachdem sie sich an der Jazzabteilung der Musikhochschule Graz kennengelernt hatten, entdeckten die beiden bald ihre gemeinsame Leidenschaft für die Wiener Musik und begannen, immer mehr Wiener Gstanzln und Lieder in ihr Jazzprogramm aufzunehmen. In den weiteren Jahren und nach vier gemeinsam veröffentlichten CDs mit Wiener Musik finden sich jazzige Klänge genauso im Programm, wie Gedicht und Prosavertonungen und tragen so zum Klang der zwei Stimmen samt Kontragitarre bei.
Steinberg und Havlicek wurden immer wieder durch Karl Hodina, Roland Sulzer, Walther Soyka oder Helmut Stippich an der Harmonika, sowie die Neuen Wiener Concert Schrammeln unterstützt.

## Diskografie
- steinberg und havlicek 1997 kos rec.
- unhamlich leicht 2000 non food factory
- HIMMEL UND HÖLL, 2002 non food factory
- Alles Gute, 2010 non food factory